# Borussia Park
El Borussia-Park es un estadio de fútbol ubicado en la ciudad de Mönchengladbach, en el estado federado de Renania del Norte-Westfalia, Alemania. Fue inaugurado el 30 de julio de 2004 y posee una capacidad máxima para 60 250 espectadores, aunque limitada a 54 022 en partidos nacionales y 46 279 en partidos internacionales. Es utilizado por el club de fútbol Borussia Mönchengladbach que milita en la Bundesliga Alemana.

## Historia

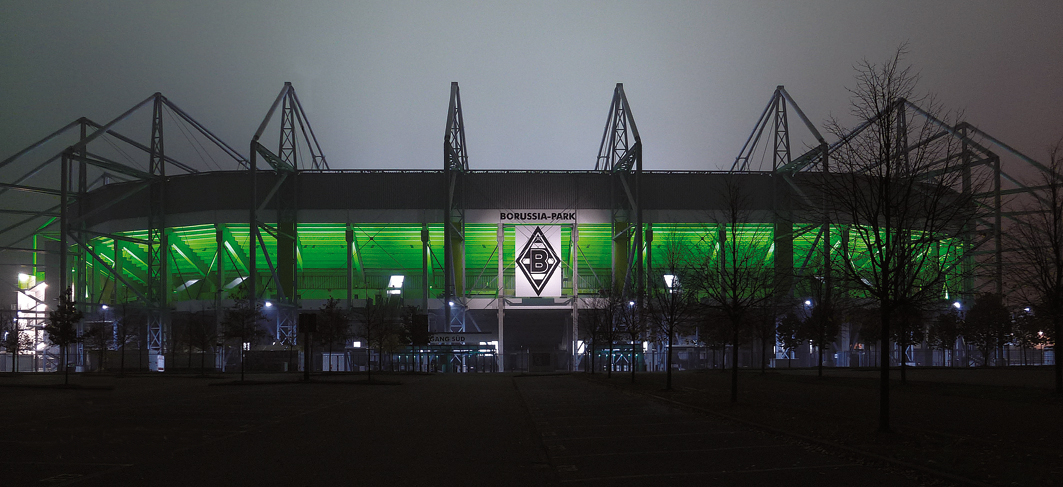

El estadio reemplazó al Bökelbergstadion más pequeño, que ya no cumplía con los estándares de seguridad modernos y los requisitos internacionales. Después de la palada inicial el 15 de marzo de 2002, la constructora Hochtief AG comenzó la construcción el 13 de noviembre del mismo año. El 30 de julio de 2004 se inauguró oficialmente el estadio con un pequeño torneo en el que, además del Borussia Mönchengladbach, participaron FC Bayern Munich y AS Monaco.
El estadio posee zonas VIP, bar, tienda de aficionados y museo y tuvo un costo de 85 millones de euros. Su dirección es: Am Nordpark 400, 41179, Mönchengladbach.
A pesar de su gran capacidad y relativa modernidad, el estadio no pudo celebrar partidos durante la Copa Mundial de Fútbol de 2006 realizada en Alemania, fue el estadio de la Bundesliga con mayor capacidad en no albergar partidos de la Copa del Mundo, aunque sí acogió partidos en la Copa Mundial Femenina de Fútbol de 2011. Una vez más, no fue seleccionada como sede de la primera candidatura de Alemania como nación unida para el evento insignia de la Eurocopa 2024.

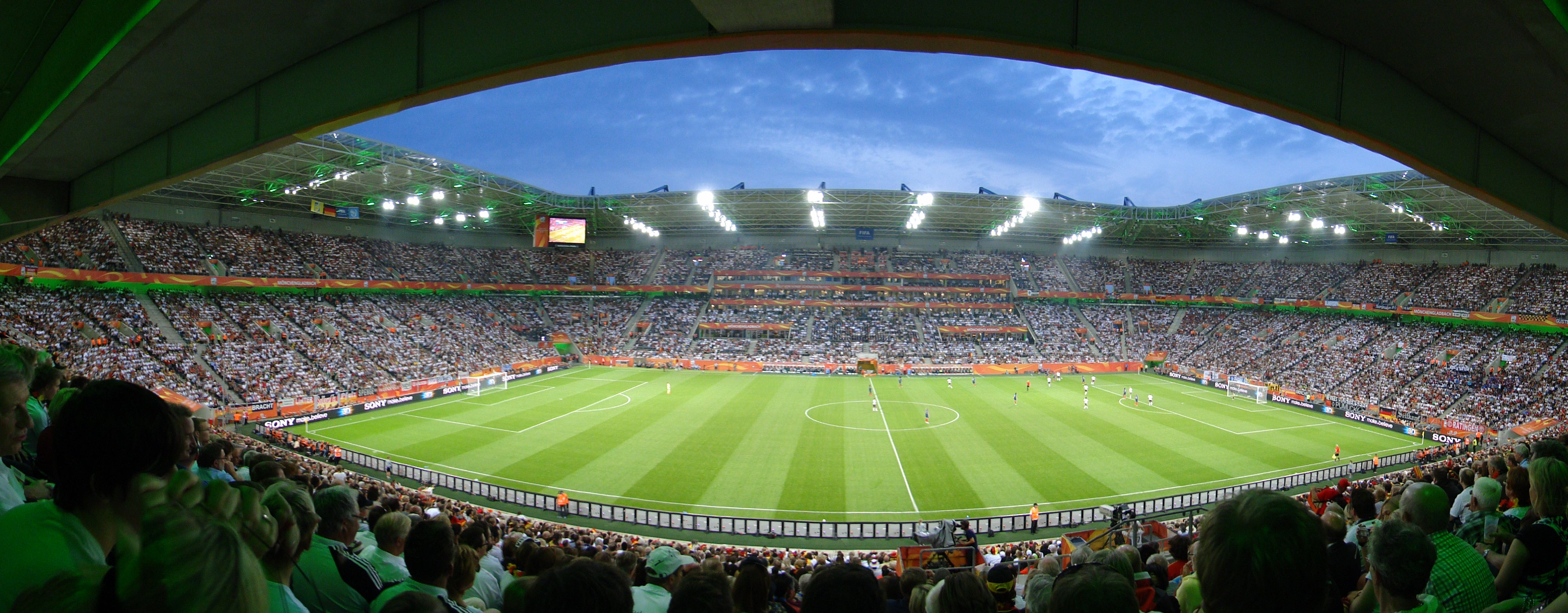
Imagen panorámica interior del estadio

## Eventos

### Copa Mundial Femenina de Fútbol de 2011
El Borussia-Park albergó tres partidos de la Copa Mundial Femenina de Fútbol de 2011.
| Fecha               | Equipo #1 | Resultado | Equipo #2      | Ronda                 | Espectadores |
| ------------------- | --------- | --------- | -------------- | --------------------- | ------------ |
| 29 de junio de 2011 | Brasil    | 1–0       | Australia      | Primera fase, Grupo D | 27.258       |
| 5 de julio de 2011  | Francia   | 2–4       | Alemania       | Primera fase, Grupo A | 45.867       |
| 13 de julio de 2011 | Francia   | 1–3       | Estados Unidos | Semifinal             | 25.676       |